# Karhusaari (ö i Finland, Kajanaland, Kehys-Kainuu, lat 65,30, long 29,11)
Karhusaari är en ö i Finland. Den ligger i sjön Vellijärvi och i kommunen Suomussalmi i den ekonomiska regionen  Kehys-Kainuu  och landskapet Kajanaland, i den nordöstra delen av landet, 600 km norr om huvudstaden Helsingfors. Öns area är 0,5 hektar och dess största längd är 160 meter i öst-västlig riktning.